# Tricholoma equestre
Tricholoma equestre (sin. Tricholoma flavovirens S. Lundell 1942), también conocida como seta de los caballeros, es un hongo no comestible. Es del género Tricholoma que forma ectomicorrizas con los pinos. Si bien ha sido considerada buen o excelente comestible y ha sido muy consumida en Europa, especialmente en Francia, se trata de una seta que puede ser tóxica consumida en grandes cantidades, capaz incluso de provocar la muerte.
Se trata de una seta de color amarillento y con un sombrero de 5-10 cm de diámetro, con una altura similar en algunos casos. El himenio es laminado, con las láminas de color amarillento y esporas blancas. La cubierta del sombrero puede retirarse manualmente con facilidad. Puede confundirse con otras especies del género como T. auratum, T. aestuans y T. sulphureum.
La especie fue descrita por Linneo en el volumen 2 de su Species Plantarum en 1753 con el nombre de Agaricus equestris, y con el nombre de Agaricus flavovirens en 1793 por Persoon. Por tanto, el epíteto específico de equestris (esto es, relativa a los caballos) prevaleció sobre flavovirens (que describe su color amarillento). El nombre del género, Tricholoma, en cambio procede del griego antiguo trichos/τριχος 'pelo' y loma/λωμα 'margen',
El envenenamiento por consumo de la seta de los caballeros se produce tras su consumo en grandes cantidades en días sucesivos, dando lugar a un cuadro clínico denominado rabdomiólisis. Este cuadro está caracterizado por la aparición de lesiones en la musculatura estriada. Por esta razón, en el Boletín Oficial del Estado de 28 de octubre de 2006 se publicó la prohibición cautelar de la distribución y comercialización de T. equestre en España. Se han descrito casos de muertes causadas por el consumo de esta seta.